# تورسو
latitudeتورسوlongitudeتورسو
تورسو (به انگلیسی: Thurso) یک شهرک در اسکاتلند است که در هایلند واقع شده‌است. تورسو ۷٬۹۳۳ نفر جمعیت دارد.

## خواهرخوانده
شهر بریلن خواهرخواندهٔ تورسو هست.